# آراواوالا
آراواوالا (به لاتین: Arawwawala) یک منطقهٔ مسکونی در سری‌لانکا است که در استان مرکزی (سری‌لانکا) واقع شده‌است.